# Episodi di Pepper Anderson - Agente speciale (terza stagione)
Questa voce contiene trame, dettagli e crediti dei registi e degli sceneggiatori della terza stagione della serie televisiva Pepper Anderson - Agente speciale.
Negli Stati Uniti, la stagione andò in onda sulla NBC dal 28 settembre 1976 al 22 marzo 1977.
| nº | Titolo originale       | Titolo italiano | Prima TV USA      | Prima TV Italia |
| -- | ---------------------- | --------------- | ----------------- | --------------- |
| 1  | The Trick Book: Part 1 |                 | 28 settembre 1976 |                 |
| 2  | The Trick Book: Part 2 |                 | 28 settembre 1976 |                 |
| 3  | Tender Soldier         |                 | 5 ottobre 1976    |                 |
| 4  | Trial by Prejudice     |                 | 12 ottobre 1976   |                 |
| 5  | Sara Who?              |                 | 26 ottobre 1976   |                 |
| 6  | Broken Angels          |                 | 9 novembre 1976   |                 |
| 7  | Brainwash              |                 | 16 novembre 1976  |                 |
| 8  | The Lifeline Agency    |                 | 23 novembre 1976  |                 |
| 9  | Tennis Bum             |                 | 30 novembre 1976  |                 |
| 10 | Bait                   |                 | 7 dicembre 1976   |                 |
| 11 | The Death of a Dream   |                 | 14 dicembre 1976  |                 |
| 12 | Father to the Man      |                 | 21 dicembre 1976  |                 |
| 13 | Night of the Full Moon |                 | 28 dicembre 1976  |                 |
| 14 | Once a Snitch          |                 | 4 gennaio 1977    |                 |
| 15 | Barney                 |                 | 11 gennaio 1977   |                 |
| 16 | Banker's Hours         |                 | 18 gennaio 1977   |                 |
| 17 | Disco Killer           |                 | 25 gennaio 1977   |                 |
| 18 | Shadow of a Doubt      |                 | 1 febbraio 1977   |                 |
| 19 | The Killer Cowboys     |                 | 8 febbraio 1977   |                 |
| 20 | Shark                  |                 | 15 febbraio 1977  |                 |
| 21 | Solitaire              |                 | 22 febbraio 1977  |                 |
| 22 | Bondage                |                 | 1 marzo 1977      |                 |
| 23 | Silky Chamberlain      |                 | 8 marzo 1977      |                 |
| 24 | Deadline: Death        |                 | 22 marzo 1977     |                 |